# Испани
Испани (итал. Ispani) — коммуна в Италии, располагается в регионе Кампания, в провинции Салерно.
Население составляет 1015 человек (2008 г.), плотность населения составляет 122 чел./км². Занимает площадь 8 км². Почтовый индекс — 84050, 84040. Телефонный код — 0973.
Покровителем коммуны почитается святитель Николай Мирликийский, празднование 6 декабря. Покровителем части коммуны, называемой San Cristoforo, почитается святой Христофор, празднование 25 июля. В этот день освящают автомобили. Также почитают святого Доната из Ареццо, празднование 7 августа.

## Демография
Динамика населения:

## Администрация коммуны
- Официальный сайт: http://ispani.asmenet.it Архивная копия от 21 января 2020 на Wayback Machine